# Kristján Þór Júlíusson
Kristján Þór Júlíusson, né le 15 juillet 1957 à Dalvík, est un homme politique islandais, membre de l'Alþing.
De 2017 à 2021, il est ministre de la Pêche et de l'Agriculture. 

## Biographie
Il obtient des diplômes en islandais, en littérature et en enseignement à l'Université d'Islande, mais la majeure partie de sa formation est consacrée au matelotage. Il est barreur et capitaine certifié et a travaillé dans ce domaine pendant plusieurs années. 
Il est marié à Guðbjörg Ringsted et ils ont quatre enfants; María, Júlíus, Gunnar et Þorsteinn.

## Parcours politique
En 1986, il devient maire de Dalvík pour le Parti de l'indépendance et reste en fonction jusqu'en 1994, date à laquelle il déménage à Ísafjörður et y occupe le poste de maire jusqu'en 1997. Aux élections municipales de 1998, il se présente aux élections à Akureyri et est depuis crédité du soutien accru du Parti de l'indépendance à Akureyri aux dépens du Parti du progrès, qui avait régné à Akureyri pendant des décennies. De 1998 à 2006, Kristján est à la tête d'une coalition entre le Parti de l'indépendance et le Parti progressiste, mais aujourd'hui, le Parti de l'indépendance forme une coalition avec l'Alliance social-démocrate.